# Malaysia International Series 2018
Die Malaysia International Series 2018 im Badminton fand vom 11. bis zum 16. November 2018 in Bukit Dumbar auf Penang statt.

## Sieger und Platzierte
| Disziplin    | Gold                                         | Silber                                       | Bronze                                          |
| ------------ | -------------------------------------------- | -------------------------------------------- | ----------------------------------------------- |
| Herreneinzel | Cupu Gatjra Piliang Fiqihila                 | Lu Chia-hung                                 | Lim Chi Wing                                    |
| Herreneinzel | Cupu Gatjra Piliang Fiqihila                 | Lu Chia-hung                                 | Shih Kuei-chun                                  |
| Dameneinzel  | Kisona Selvaduray                            | Liang Ting-yu                                | Choirunnisa                                     |
| Dameneinzel  | Kisona Selvaduray                            | Liang Ting-yu                                | Aurum Oktavia Winata                            |
| Herrendoppel | Ko Sung-hyun Shin Baek-cheol                 | Lin Shang-kai Tseng Min-hao                  | Chooi Kah Ming Low Juan Shen                    |
| Herrendoppel | Ko Sung-hyun Shin Baek-cheol                 | Lin Shang-kai Tseng Min-hao                  | Mohd Ridzuan Shah Mohd Razlan Shah Wong Tien Ci |
| Damendoppel  | Payee Lim Peiy Yee Thinaah Muralitharan      | Cheng Yu-chieh Chung Kan-yu                  | Liang Ting-yu Yang Yu-chi                       |
| Damendoppel  | Payee Lim Peiy Yee Thinaah Muralitharan      | Cheng Yu-chieh Chung Kan-yu                  | Eng Sin Jou Yap Ling                            |
| Mixed        | Andika Ramadiansyah Romadhini Bunga Fitriani | Abimanyu Fachryza Bandaso Mychelle Crhystine | Samosir Renaldi Julimarbela Hediana             |
| Mixed        | Andika Ramadiansyah Romadhini Bunga Fitriani | Abimanyu Fachryza Bandaso Mychelle Crhystine | Sumanti Zachariah Josiahno Angelica Wiratama    |